# Dora Boothby
Penelope Dora Harvey Boothby, angleška tenisačica, * 2. avgust 1881, Finchley, Anglija, † 22. februar 1970, Hammersmith, Anglija.
Nastopila je na Olimpijskih igrah 1908, kjer je osvojila srebrno medaljo v konkurenci posameznic, v finalu jo je premagala Dorothea Douglass Chambers. Trikrat se je v posamični konkurenci uvrstila v finale turnirja za Prvenstvo Anglije. Turnir je osvojila leta 1909, ko je v finalu premagala Agnes Morton, v letih 1910 in 1911 pa jo je v finalu premagala Dorothea Douglass Chambers. Turnir je osvojila tudi v konkurenci ženskih dvojic leta 1913 skupaj z Winifred McNair.

## Finali Grand Slamov

### Posamično (3)

#### Zmage (1)
| Leto | Turnir            | Nasprotnica v finalu | Rezultat finala |
| 1909 | Prvenstvo Anglije | Agnes Morton         | 6–4, 4–6, 8–6   |

#### Porazi (2)
| Leto | Turnir                | Nasprotnica v finalu      | Rezultat finala |
| 1910 | Prvenstvo Anglije     | Dorothea Lambert Chambers | 2–6, 2–6        |
| 1911 | Prvenstvo Anglije (2) | Dorothea Lambert Chambers | 0–6, 0–6        |

### Ženske dvojice (1)

#### Zmage (1)
| Leto | Turnir            | Partnerica      | Nasprotnici v finalu                              | Rezultat finala |
| 1913 | Prvenstvo Anglije | Winifred McNair | Charlotte Cooper Sterry Dorothea Lambert Chambers | 4–6, 2–4 pred.  |